# بوب شورت
بوب شورت (بالإنجليزية: Bob Short)‏ هو شخصية أعمال أمريكي، ولد في 20 يوليو 1917 في منيابولس في الولايات المتحدة، وتوفي في 20 نوفمبر 1982 في مقاطعة هينيبين في الولايات المتحدة.